# Събота
Събота е шестият ден от седмицата в календара по ISO 8601. В някои страни тя е седмият и последен ден.
Произходът на думата събота е свързан с еврейската дума шабата, което се превежда като почивка, празник – ден, в който не се работи, а се посвещава за Божия слава и благодарение. Описва се в Библията още в началото при Сътворението като ден и на Божия почивка, там многократно се повтаря описанието като най-категорично в Декалога – 10 Божии заповеди спазването на съботата е постановено като 4-та Заповед. В Изход 20:8-11 пише:
```
„Помни съботния ден, за да го освещаваш. Шест дни да работиш и да вършиш всичките си дела; а на седмия ден, който е събота на Господа твоя Бог, да не вършиш никаква работа, ни ти, ни синът ти, ни дъщеря ти, ни слугата ти, ни слугинята ти, нито добитъкът ти, нито чужденецът, който е отвътре вратите ти; защото в шест дни Господ направи небето и земята, морето и всичко що има в тях, а на седмия ден си почина; затова Господ благослови съботния ден и го освети.“
```

Има данни, че съботата се е празнувала от древните вавилонци и други стари народи. В писмо до Римския първосвещеник – папата Княз Борис I поставя също така и въпроса за празнуването на съботата като ден на богослужение от българите. В българския език е определена като седми ден, защото четвъртия ден е наименован Сряда – посредата на седмицата, с което неделята е означена като първи ден. Тя се празнува в еврейската религия и в някои християнски църкви (например Църква на адвентистите от седмия ден и Баптисти от седмия ден) като божия почивен ден.
Тази връзка е видна и при различни западни езици: нем. Samstag, фр. le samedi, итал. il sabato, исп. el sábado.
Английската дума Saturday произлиза от dies Saturni – денят, който римляните посвещавали на Сатурн.
В българските вярвания събота се смята за ден на мъртвите – всички помени и задушници се правят в този ден от седмицата. Вярва се, че родените в събота притежават свръхестествени способности – те могат да гадаят, да тълкуват сънища и най-вече само родените в събота (т. нар. съботници) могат да разпознават магьосниците и да виждат свръхестествените същества (самодиви, вампири, таласъми и пр.). Самите вампири, устрели и др. не могат да излизат от гробовете си в събота, защото тогава губят силата си. Смята се обаче, че къртицата излиза на повърхността само на този ден преди изгрев слънце.
Във вярванията на българите, съботните дни от март (известни като бели или мартени съботи) имат особено значение – през тези дни жените спазват ред забрани в домакинската работа, за да не вали градушка през лятото. В българския народен календар са познати и празниците:
- Погана събота – последната събота преди Богоявление. Вярва се, че който се роди през този ден ще е много уязвим от болести и демони. Известен е в Рупчос. (вж. Мръсни дни)
- Тодорова събота – друго име на празника Тодоровден.
- Лазарова събота – друго име на празника Лазаровден.

## Интересно
- Българските имена Съби и Събина са свързани със събота.
- Думата съботник произлиза от събота и означава ден за работа около собствения блок или в квартала един път годишно през април – за почистване на боклуци, засаждане на дръвчета, цветя и др. В България през 20 век бе познат като Ленински съботник.